# (10796) Sollerman
(10796) Sollerman est un astéroïde de la ceinture principale.

## Description
(10796) Sollerman est un astéroïde de la ceinture principale. Il fut découvert le 2 mars 1992 à La Silla par le programme UESAC. Il présente une orbite caractérisée par un demi-grand axe de 2,18 UA, une excentricité de 0,12 et une inclinaison de 1,2° par rapport à l'écliptique.

## Compléments